# Serghei Mariniuc
Serghei Mariniuc (Chisináu, URSS, 14 de febrero de 1969) es un deportista moldavo que compitió en natación.
Ganó una medalla de plata en el Campeonato Mundial de Natación en Piscina Corta de 1993, en la prueba de 400 m estilos. Participó en tres Juegos Olímpicos de Verano, entre los años 1992 y 2000, ocupando el séptimo lugar en Barcelona 1992 y el octavo en Atlanta 1996, en la prueba de 400 m estilos.

## Palmarés internacional
| Campeonato Mundial en Piscina Corta | Campeonato Mundial en Piscina Corta | Campeonato Mundial en Piscina Corta | Campeonato Mundial en Piscina Corta |
| Año                                 | Lugar                               | Medalla                             | Prueba                              |
| ----------------------------------- | ----------------------------------- | ----------------------------------- | ----------------------------------- |
| 1993                                | Palma de Mallorca (España)          | Medalla de plata                    | 400 m estilos                       |